# Iceberg B-15

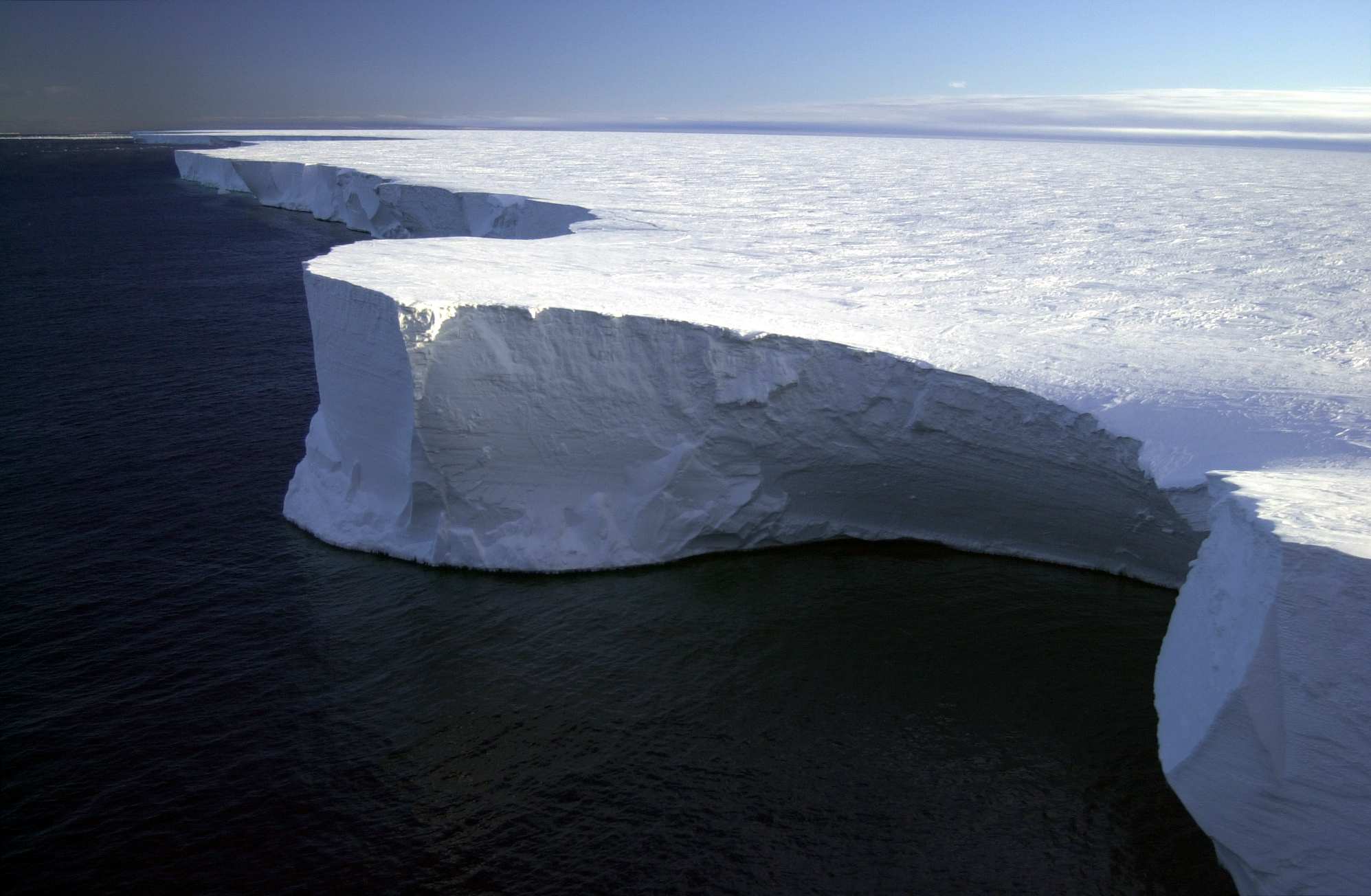
Veduta dell'iceberg B-15A, staccatosi da B-15

Il B-15 è l'iceberg più grande che sia mai stato registrato. Oltre ad essere stato un pericolo diretto per la navigazione, il B-15A minacciò di creare ulteriori iceberg, scontrandosi con alcune piattaforme di ghiaccio.

## Dimensioni
Misurava circa 295 km (183 miglia) in lunghezza e 37 km (23 miglia) in larghezza, con una superficie di 11.000 km² (4.200 miglia quadrate) ed un peso stimato di 3 miliardi di tonnellate.

## Storia
Si staccò dalla Barriera di Ross nel 2000 e si spaccò nel novembre del 2002: il pezzo più grande, il B-15A, con un'area di 3.000 km², continuava ad essere, nel dicembre del 2004, l'iceberg più grande sulla Terra. A fine ottobre 2005, il B-15A si divise in nove parti in seguito a ripetute collisioni con la costa.